# Santiago Artese
Pas d'image ? Cliquez ici

a Compétitions nationales et continentales officielles uniquement.

b Matchs officiels uniquement.
Dernière mise à jour le 9 novembre 2021.
Santiago Artese, né le 28 août 1979 à Buenos Aires, est un joueur de rugby à XV argentin, évoluant au poste de deuxième ligne. Il évolue en Équipe d'Argentine de rugby à XV en 2004.

## Carrière
En décembre 2006, il remporte avec son club de San Isidro Club le championnat national des clubs. Santiago Artese connaît deux apparitions internationales en équipe d'Argentine, il fait ses débuts le 4 décembre 2004 contre l'équipe d'Afrique du Sud : défaite 39-7 à Buenos Aires. 

## Palmarès
- championnat national des clubs 2006

## Statistiques en équipe nationale
- 1 sélection en équipe d'Argentine
- 5 points (1 essai)
- Nombre de sélections par année : 1 en 2004
- Participation à la Coupe du monde de rugby : aucune.